# 디노 (1990년 12월)
디노(본명: 조성호, 1990년 12월 25일 ~ )는 대한민국의 가수이자 대한민국의 보이 그룹 헤일로의 메인보컬을 맡고 있다.